# Thomas Summersgill
Thomas Summersgill (* 17. November 1872; † 25. Juni 1959) war ein englischer Radrennfahrer und Weltmeister.
Thomas Summersgill war der erste Engländer, der eine Weltmeisterschaft im Radsport gewann: Bei den Bahn-Radweltmeisterschaften 1899 in Montreal errang er den Titel im Sprint der Amateure. Im Jahr zuvor hatte er bei der Bahn-WM in Wien den dritten Platz hinter den beiden deutschen Fahrern Paul Albert und Ludwig Opel belegt. 1900 trat er vom aktiven Radsport zurück.
Aus einer Eintragung in das „Golden Book of Cycling“, die Summersgill im Jahre 1951 persönlich unterschrieb, geht hervor, dass er aus Leeds stammte und in seiner Heimat Yorkshire zahlreiche Rennen gewonnen hatte. 1895 wurde er Irischer und 1897 Englischer Meister über die Meile, 1898 Englischer Meister über die Viertelmeile. Außerhalb der Radsportsaison war der vielseitige Sportler als Rugby-Spieler für das Team von Yorkshire aktiv.